# Mercedes-Benz CLK GTR
Mercedes-Benz CLK GTR (C297) — мелкосерийный двухместный спортивный автомобиль, а также изготавливавшийся на основе серийной модели гоночный автомобиль от подразделения Mercedes-AMG, специализирующегося на высокопроизводительных модификациях продукции компании Mercedes-Benz и представляющего её интересы в автоспорте. Представлен в 1997 году для участия в новой серии чемпионата FIA GT. Автомобиль оснащался 6,9-литровым V12 двигателем мощностью более 600 лошадиных сил. Дорожная версия была выпущена ограниченным тиражом в 26 экземпляров (20 в кузове купе и 6 в кузове родстер) , которые предназначались для омологации гоночной модели.
После успехов автомобиля в 1997 году спорткар был модернизирован для участия в 24 часа Ле-Мана и переименован в CLK LM в 1998 году. Производство обеих модификаций было завершено в 1999 году, а на смену им пришёл прототип Mercedes-Benz CLR.

## История

### Предпосылки
В связи с тем, что чемпионаты Deutsche Tourenwagen Meisterschaft / International Touring Car были закрыты в 1996 году вместе с уходом из них компаний Opel и Alfa Romeo, у команды Mercedes-Benz не осталось серьёзных конкурентов. Благодаря успеху в серии BPR Global GT, которая впоследствии была реформирована в FIA GT, компания увидела возможность встретиться с такими конкурентами как Porsche и Ferrari.
В 1997 году компания Mercedes-Benz приняла решение участвовать в соревнованиях класса FIA GT, но для омологации спортивного прототипа требовалось построить партию автомобилей, приспособленных для движения по обычным дорогам. Разработка нового спорткара заняла всего 128 дней.

### Гоночная версия

#### CLK GTR

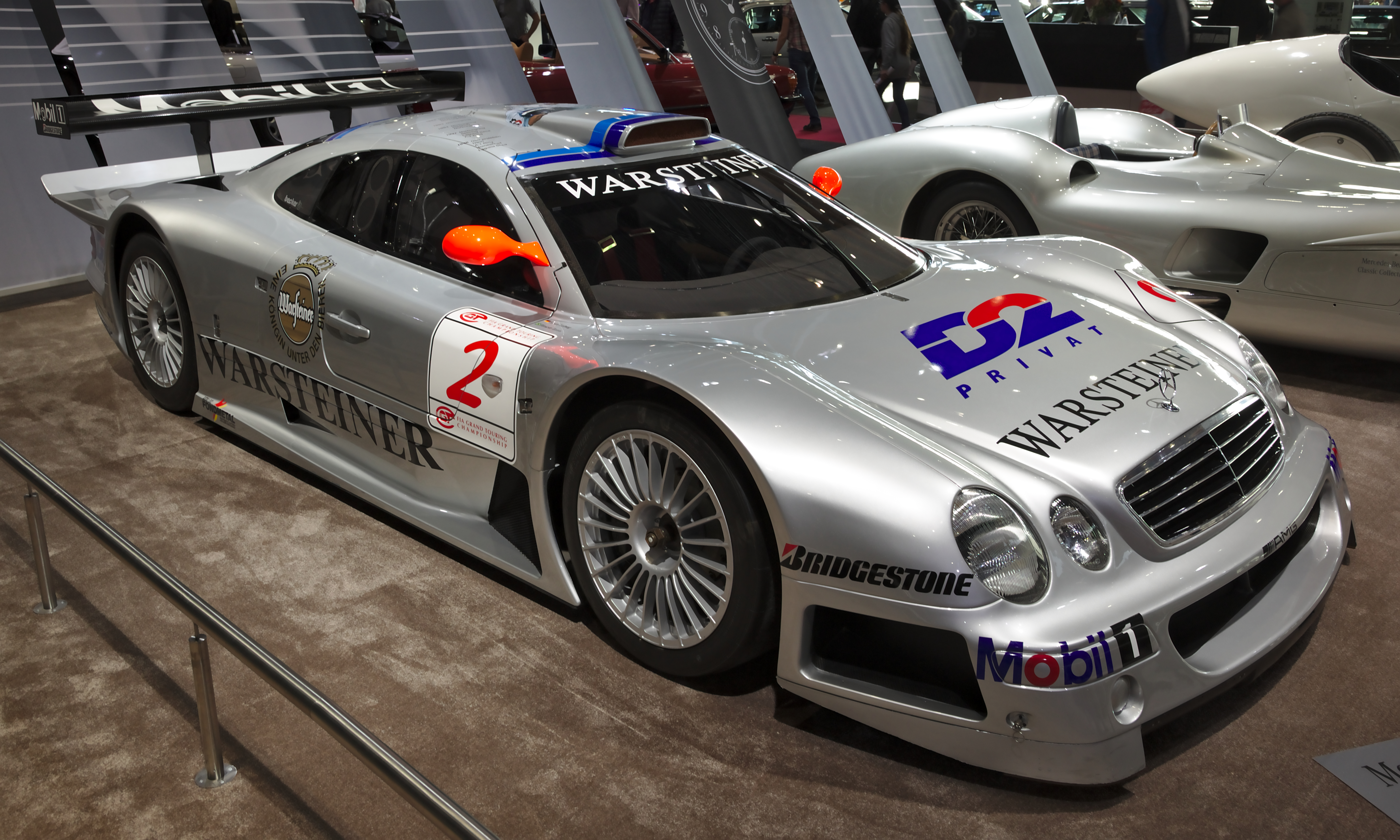
Mercedes-Benz CLK GTR, 1999 год

Следуя тем же идеям, которые компания Porsche применила при разработке и омологации 911 серии, компания Mercedes-Benz поставила перед подразделением AMG задачу создать экстремальный гоночный автомобиль, который бы сохранял некоторые элементы классического автомобиля, предназначенного для езды в городе. В результате конструкторы Mercedes-AMG создали модель, которая позаимствовала некоторые элементы дизайна у CLK-класса, однако имела характеристики гоночного автомобиля. В качестве силового агрегата был установлен V-образный 12-цилиндровый двигатель Mercedes-Benz M120. Кузов выполнили полностью из углеродного волокна, дополнив его большим числом элементом аэродинамического дизайна и охлаждающими отверстиями.
Для тестирования автомобиля ещё до того, как шасси будет завершено, Mercedes-AMG пошли на необычную меру. В условиях строгой секретности компания выкупила заброшенный McLaren F1 GTR (чемпиона серии BPR GT), и применила к нему свои наработки, в том числе заменила двигатель BMW на собственный 6-литровый LS600. Это позволило компании протестировать и усовершенствовать аэродинамику автомобиля ещё до того, как он был сконструирован.
Гигантский 612-сильный V12 двигатель рабочим объёмом 6,9 литра позволял CLK GTR набирать максимальную скорость в 330 км/ч и ускоряться до 100 км/ч менее чем за 3,8 секунды. С двигателем была интегрирована 6-ступенчатая секвентальная  механическая коробка передач, которая управлялась подрулевыми лепестками. Шасси почти как у болида «Формулы-1»: керамические тормоза и независимая подвеска на двойных поперечных рычагах, которая передаёт усилия на амортизаторы и пружины через специальную систему коромысел.
По завершении разработки компания выпустила автомобиль для участия в сезоне FIA GT 1997 года. Дебют модели состоялся на гоночной трассе Хоккенхаймринг 13 апреля. Тогда, вопреки ожиданиям, выявились первые проблемы, связанные с тормозной системой. Тем не менее, в следующем раунде в Сильверстоуне CLK GTR впервые продемонстрировал себя, отстав от McLaren всего на 1 секунду. Четвёртый раунд проходил в Нюрбургринге, Германия. В этой гонке Mercedes-Benz успешно превзошёл команду McLaren, взяв первое и второе места. Команда закончила сезон с пятью дополнительными победами. Суммарный успех автомобиля оказался колоссальным: одержав 6 побед в 11 заездах, команда Mercedes-Benz продоминировала в гонках. Победителем чемпионата тогда стал Бернд Шнайдер. Через год автогонщик снова одержал победу и стал вице-чемпионом 1998 года.
В течение двух раундов чемпионата 1998 года Mercedes-Benz использовала CLK GTR. Позднее на смену ему пришла модификация CLK LM.

#### CLK LM

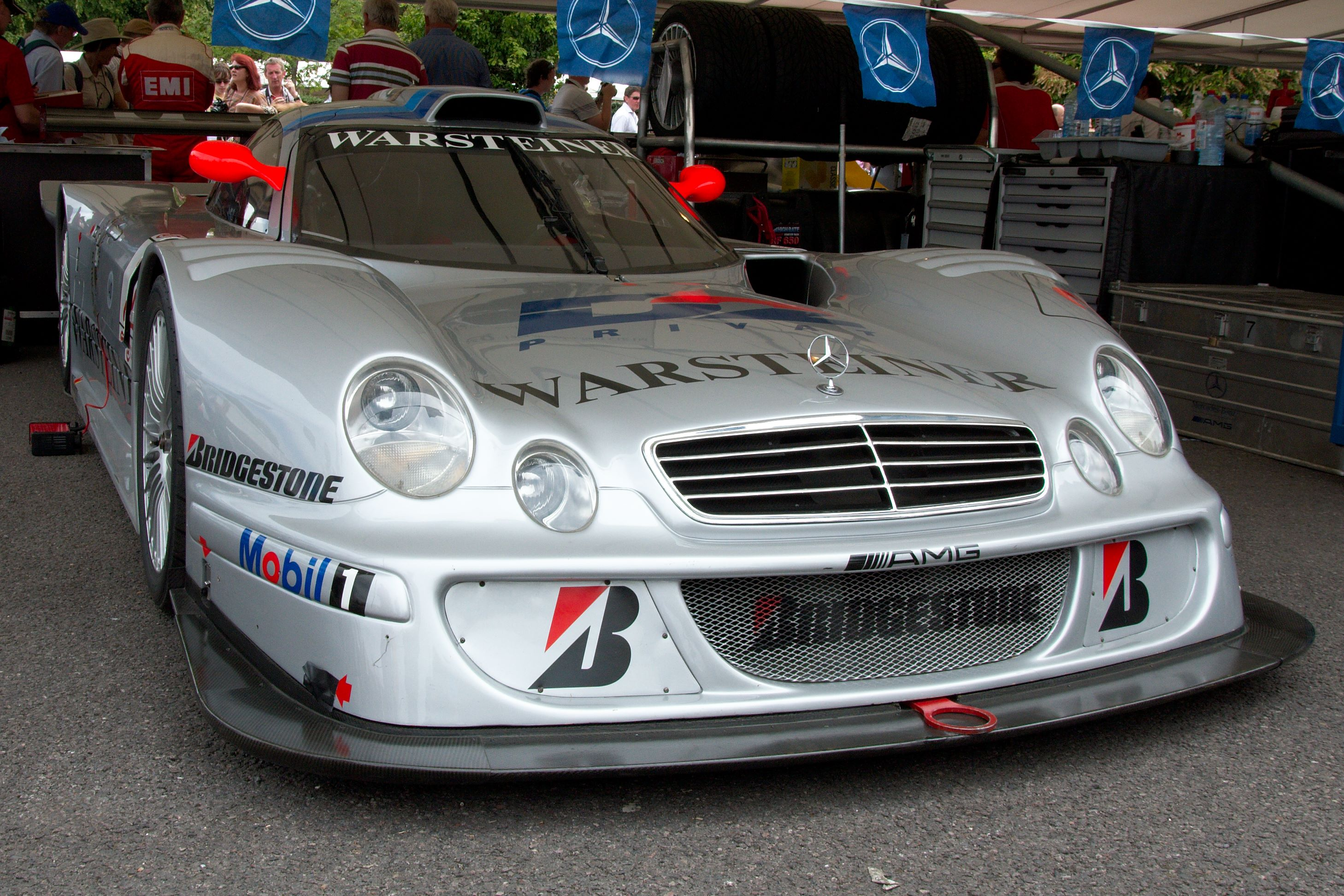
Mercedes-Benz CLK LM

После побед на чемпионате FIA GT компания Mercedes-Benz нацелилась на соревнования 24 часа Ле-Мана в 1998 году, где они отсутствовали с 1991 года. Тем не менее, гонки подобного типа отличались от тех, что проводились в рамках FIA GT. По этой причине подразделение Mercedes-AMG приступило к модернизации CLK GTR для удовлетворения потребностей, необходимых для участия в гонках на треке в Ле-Мане.
В первую очередь конструкторы решили, что двигатель M120 (V12) не подходит гонок на выносливость, продолжительность которых составляет 24 часа. Было решено, что вместо него будет установлен двигатель, который компания использовала в группе С в конце 1980-х годов — M119 V8. Инженеры отказались от применения турбонагнетателей, которые применялись на M119 в группе С. Вместо них инженеры повысили рабочий объём силового агрегата понимая, что M119 будет иметь более высокую надёжность на высоких скоростях в поездках на дальние расстояния и в то же время будут обладать такой же производительностью, что и M120.
Помимо двигателя, конструкторы Mercedes-AMG занялись модернизацией конструкции кузова автомобиля для того, чтобы последний лучше справлялся с высокими скоростями Ле-Мана. Для этого носовая часть кузова была занижена, а передние каналы охлаждения тормозов заменены одним большим отверстием в передней части автомобиля. Модификации подверглись также крыша и воздухозаборники двигателя. В результате работ, длившихся 190 дней, была представлена новая версия гоночного автомобиля, которая получила название Mercedes-Benz CLK LM.
Тесты в 24 часа Ле-Мана показали, что автомобиль получился действительно скоростным. Команда из двух автомобилей взяла поул. Тем не менее, вера инженеров Mercedes-AMG в то, что двигатель M119 лучше подходит для условий соревнований Ле-Мана, пошатнулась после того, как у обоих автомобилей случился отказ силовых агрегатов в течение первых нескольких часов гонки.
Вернувшись к FIA GT в 1998 году, компания заменила свои старые модели CLK GTR на новые CLK LM, что сразу отразилось большим успехом. Два автомобиля легко одержали победу во всех оставшихся гонках (все 10 заездов), в том числе шести финишах взяли 1—2 места. Это событие было занесено в книгу рекордов Гиннесса и снова подняло рейтинги Mercedes-Benz в автоспорте, в то время как Клаус Людвиг и Рикардо Зонта разделили звание чемпионов.
В течение сезона 1999 года ни один участник не пытался войти в класс GT1 в FIA GT за исключением команды Mercedes-Benz, которая вынудила FIA отменить данную серию также, как это случилось с DTM / ITC два года ранее. По этой причине немецкая марка снова вернулась к планам по строительству полностью нового автомобиля, который бы исправил неудачи в Ле-Мане. Для этого не было необходимости в создании омологационной партии, поэтому подразделение Mercedes-AMG сразу же приступило к разработке Mercedes-Benz CLR.

### Дорожная версия

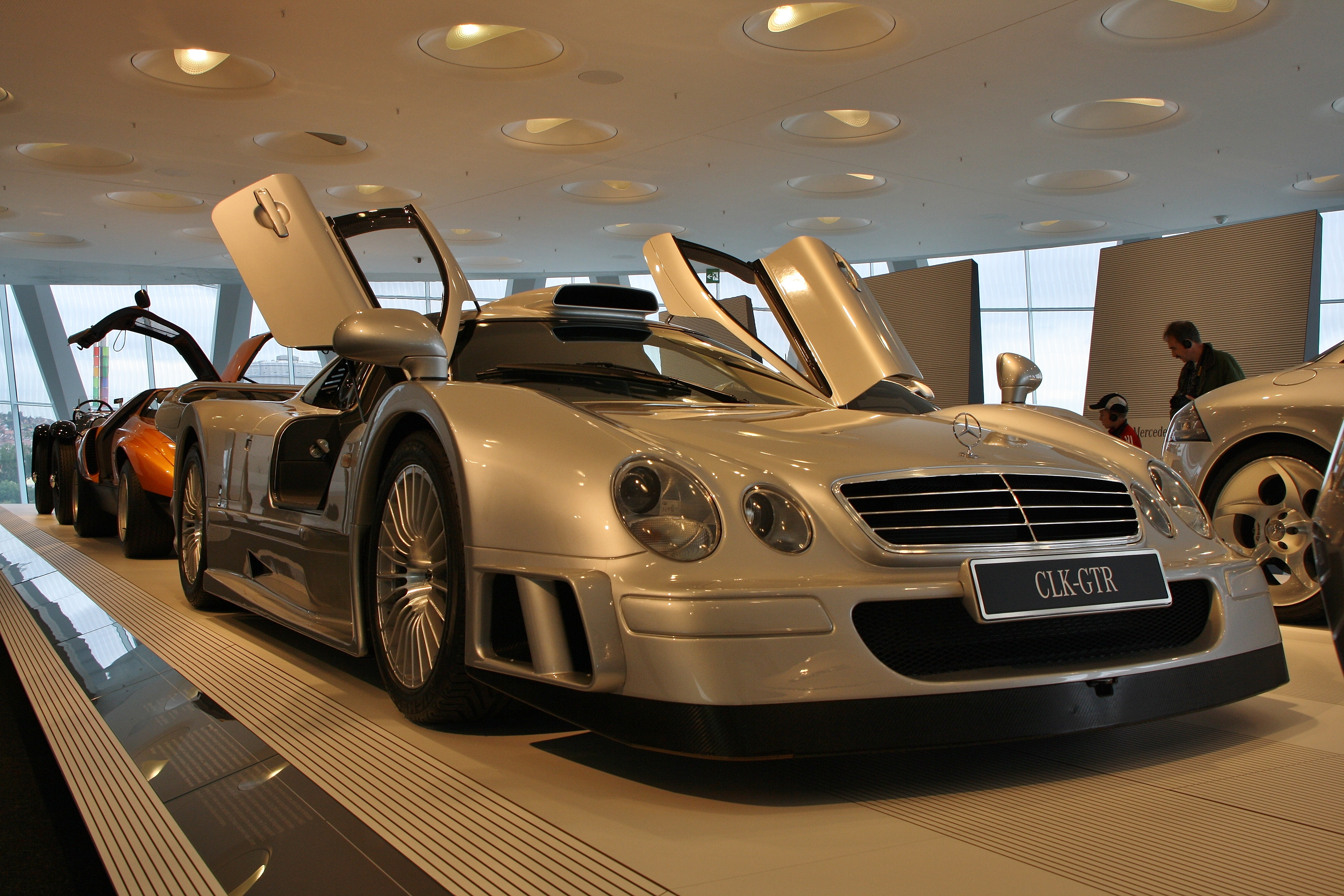
Mercedes-Benz CLK GTR, Штутгарт

Несмотря на то, что чемпионат класса FIA GT был отменён в 1999 году, компании необходимо было предоставить 25 обещанных тестовых прототипов. Первая версия серийной модели была собрана ещё в 1997 году в целях удовлетворения первоначальных требований FIA, однако автомобиль остался на счету компании. Позже, в период между зимой 1998 года и летом 1999 года, были собраны 25 экземпляров дорожной версии автомобиля. Все они собирались инженерами подразделения Mercedes-AMG на заводе в Аффальтербахе, Германия, и лишь незначительно отличались от гоночной модификации. Среди всей партии лишь два автомобиля были построены с правосторонним расположением руля специально для султана Брунея Хассанала Болкиаха. Комфорт и внимание к мелочам при разработке автомобиля встали на последнее место, так как компания планировала не только предложить клиентам настоящий гоночный автомобиль, но и попытаться удержать цены на низком уровне. Тем не менее, для обивки салона была использована кожа, а для поддержания комфортной температуры установили систему кондиционирования воздуха. Для безопасности в автомобиль интегрировали антиблокировочную систему (ABS).
Дорожная версия сохранила большую часть конструкции оригинального CLK GTR, а не CLK LM, в том числе двенадцатицилиндровый двигатель и многие стилистические элементы кузова и интерьера (спортивные сиденья, трёхточечные ремни безопасности, двойные надувные подушки безопасности и иные решения), за исключением заднего крыла — оно было интегрированным в отличие от спортивной модификации. Из решений, применявшихся на автомобилях CLK-класса, были использованы только приборная панель, передняя решётка радиатора и оптика (четыре передние фары).
Британская инженерная компания Ilmor доработала двигатель, увеличив его рабочий объём с 6,0 до 6,9 литров. Это и другие изменения позволили повысить мощность силового агрегата до 612 л.с. (450 кВт), а крутящий момент до 775 Н·м. По заявлению подразделения Mercedes-AMG, разгон автомобиля с таким двигателем от 0 до 100 км/ч осуществлялся за 3,8 секунды, в то время как его максимальная скорость составляла более 310 км/ч.
В книге рекордов Гиннесса 2000 года CLK GTR записан как самый дорогой серийный автомобиль из когда-либо собранных в своё время. Его стоимость на тот момент составляла 1 547 620 долларов США.
Два автомобиля султана Брунея с правосторонним расположением руля были проданы с аукциона 28 октября 2009 года в Лондоне. Купе серебряного цвета с интерьером в стиле тартан был продан за £616 000 ($973 834), тёмно-серебристый родстер с пурпурным интерьером обошёлся владельцу в £522 500 ($824 609).

#### Родстер

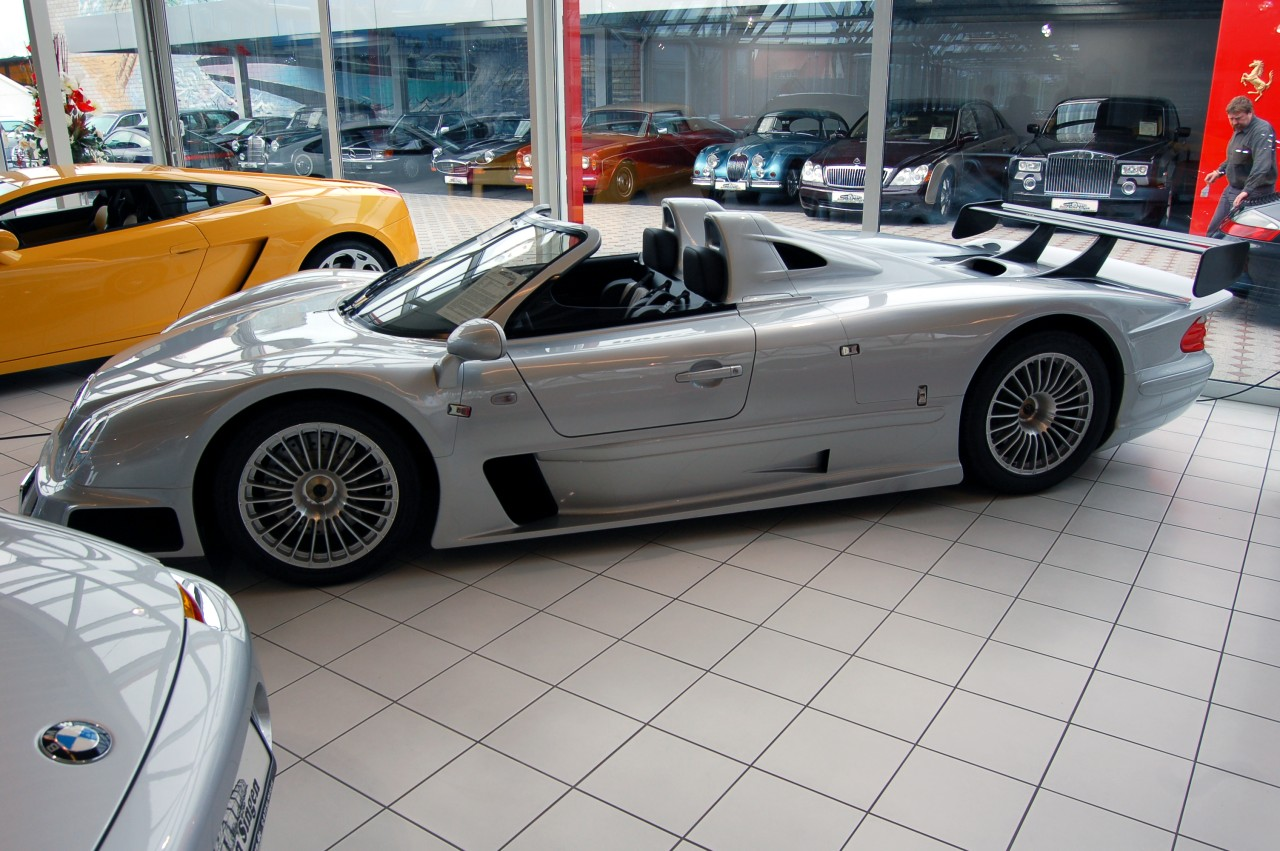
Родстер Mercedes-Benz CLK GTR

После завершения работы над оригинальной партией из 20 автомобилей CLK GTR, специалисты Mercedes-AMG совместно с HWA AG приступили к созданию родстера на базе гоночной модели. В результате в новой модификации отсутствовала крыша, а заднее крыло было заменено отдельным чёрным крылом, похожим на то, что применялось в гоночной версии CLK GTR. Кроме того, родстер отличается иной решёткой радиатора, в которую интегрирована большая фирменная звезда вместо небольшой версии, закреплённой на капоте. Для укрепления конструкции, а также обеспечения безопасности пассажиров при опрокидывании, специалисты компании установили две дуги, интегрированные с подголовниками.
В общей сложности было собрано 6 автомобилей с открытым кузовом (по другим данным — только 5).

## Модификации

### CLK GTRSuper Sport

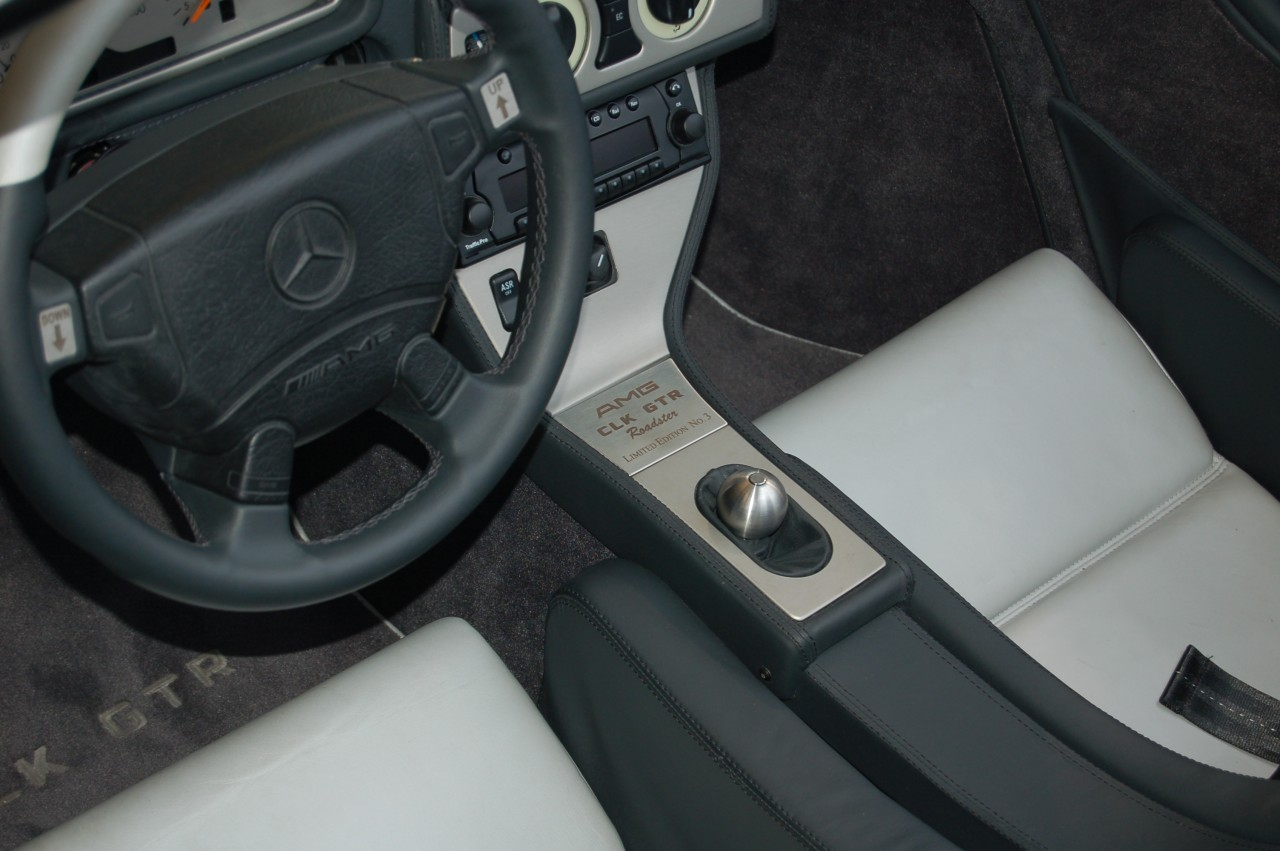
Интерьер CLK GTR в кузове родстер, заказ №3, Германия

Фирма HWA AG, созданная основателем тюнинг-ателье AMG, представила собственную модификацию Mercedes-Benz CLK GTR под названием Super Sport (официально так именовалась только модель с #17, которая в данный момент находится в США). Автомобиль отличается от базовой версии высокой производительностью, достигаемой при помощи 7,3-литрового V12 двигателя, который устанавливался позже на суперкары Pagani Zonda и Mercedes-Benz SL73 AMG. Мощность силового агрегата составляла по официальным данным компании HWA AG 664 лошадиные силы. Тем не менее, некоторые источники утверждают, что производительность автомобиля была гораздо выше и равнялась 720 лошадиным силам. Модель также получила дополнительный передний сплиттер для лучшей стабильности на высоких скоростях. Точно известно о двух выпущенных экземплярах автомобиля (#03 и #17), но по неподтвержденным данным существует ещё три (прототип #2, шасси #01 и #13).
Технические характеристики CLK GTR Super Sport:
- Максимальная скорость: > 320 км/ч[42].
- Разгон 0-100 км/ч: 3,5 секунды[42].
- Разгон 0-200 км/ч: 9,5 секунды[42].

Стоимость автомобиля на 2002 год составляла 1,25 миллионов долларов США. Владельцами гиперкара стали частные лица из Дубая и Саудовской Аравии.
В 2012 году автомобиль CLK GTR Super Sport с пробегом в 1335 миль был выставлен на аукционе в Лондоне.